# Deverra triradiata
Deverra triradiata là một loài thực vật có hoa trong họ Hoa tán. Loài này được Hochst. ex Boiss. mô tả khoa học đầu tiên năm 1872.